# Янковський Микола Андрійович
Мико́ла Андрі́йович Янко́вський (*12 серпня 1944, с. Покотилове, Кіровоградська область) — український промисловець, громадський діяч; доктор економічних наук, професор, завідувач кафедри новітніх технологій в менеджменті Донецької академії управління (з 1999); професор. У минулому член проросійської Партії регіонів. Академік АІНУ (1992), АЕНУ (1995). Дійсний член Академії російських підприємців (1997). Почесний професор Українського хіміко-технологічного університету. Герой України (2003). Колаборант з РФ (з 2014 року).

## Біографія
Родився 12 серпня 1944 (село Покотилове, Новоархангельський район, Кіровоградська область); українець. В минулому промисловець, народився у с. Покотилове в 1944 р. та закінчив Дніпропетровський хіміко-технологічний інститут в 1969 р.

## Освіта
Дніпродзержинське ремісниче училище (1961—1963); Дніпропетровський хіміко-технологічний інститут (1963—1969), інженер-хімік-технолог, «Технологія неорганічних речовин та мінеральних добрив»; кандидатська дисертація «Модель зовнішньоекономічної діяльності хімічних підприємств»; докторська дисертація «Управління конкурентоспроможністю підприємства на світових ринках» (Інститут економіки промисловості НАН України, 2005).
- 1963—1969 — черговий слюсар, старший апаратник виробництва аміаку, Дніпродзержинський хімічний комбінат.[7]
- 1969—1970 — служба в армії.[7]
- 1970—1972 — старший апаратник виробництва аміаку, 1972—1974 — начальник дільниці, заступник начальника цеху № 1 виробництва аміаку, 1974—1976 — заступник начальника виробництва аміаку, 1976—1980 — начальник цеху № 1 «Б» виробництва аміаку, 1980—1982 — начальник виробництва мінеральних добрив, 1982—1986 — директор (з 1984 — генеральний директор) Дніпродзержинського ВО «Азот».[7]
- 1986—1987 — заступник директора Первомайського машинобудівного заводу.[7]
- 04.1987-11.1988 — головний інженер, 11.1988-09.1995 — генеральний директор ВО «Стирол».[7]
- 09.1995-1998 — президент, голова правління ВАТ "Концерн «Стирол», м. Горлівка.[8]

Депутат Донецької облради (1994—1998).
Голова Союзу хіміків Донбасу, голова Ради директорів м. Горлівки; член Ради експортерів при КМ України (з 02.1999); член Комітету з Державних премій України в галузі науки і техніки (з 03.1997).
Він від самого початку керував будівництвом двох з десяти існуючих українських заводів з виробництва аміаку. Крім того, три з десяти на цей час існуючих підприємств з виробництва аміаку в Україні, були модернізовані під наглядом та за активної участі Миколи Янковського.
Як зазначає у своїй книжці Ігор Шаров, Микола Андрійович свого часу був прихильником приватизації великих промислових підприємств. Член Головної ради і представник Міжнародної організації виробників і торговельників міндобривами (IFA) в Україні.
Довірена особа кандидата на пост Президента України Віктора Януковича в ТВО № 48 (2004—2005).

### Академічні досягнення
Доктор економічних наук, професор, завідувач кафедри новітніх технологій менеджменту в Донецькому державному університеті управління
Академік Академії інженерних наук України з 1992 р.
Почесний професор Українського державного хіміко-технологічного університету
Почесний доктор Одеської Державної Академії Технічного Регулювання та Якості
Академік Міжнародної Академії Стандартизації.

### Публікації
Автор понад 150 наукових праць та наукових публікацій, у тому числі понад 10 монографій та підручників з управління виробництвом, у тому числі в хімічній промисловості, міжнародної економіки і сучасних хімічних технологій.
Автор монографій: «Модель внешнеэкономической деятельности предприятий химической промышленности» (1997), «Прогнозирование развития крупного производственного комплекса: теория и практика» (1999), «Повышение эффективности внешнеэкономической деятельности крупного производственного комплекса» (2000).
Декілька монографій та навчальні посібники Миколи Янковського з хімічних наук отримали високу оцінку від професури й можуть використовуватися для навчання в вищих та середніх спеціальних навчальних закладах України.

## Розслідування
У 2005 році керівник обласної організації партії «Наша Україна» Антон Клименко (брат Олександра Клименка) звинувачував Миколу Янковського у кришуванні нелегального бізнесу по торгівлі «таблетованими» наркотиками — трамадол та трамалгін. Прес-служба «Стиролу» заявляла, що випуск цих лікарів був припинений за рік до скандалу.
2015 року, після окупації росіянами частини Донецької області, Микола з трьома спільниками організував гуртове виробництво медпрепаратів для МО РФ у тимчасово окупованій Горлівці. З лютого 2022 року фігуранти сплатили до РФ понад 2 млн руб. податків. У липні 2024 року в Україні наклали арешт на майно Янковського.
У лютому 2016 року один із ватажків т.зв. «ДНР» Денис Пушилін подякував працівникам компанії Миколи Янковського «Стиролбіофарм» за  сплату податків у бюджет ніким не визнаної «республіки» та поставки медикаментів російським військовим.

## Господарська діяльність
Почавши діяльність з вивчення основ хімічного виробництва, Янковський став директором підприємства «Азот» у 1982 р. Пізніше став заступником директора Первомайського машинобудівного заводу. У 1987 р. Янковського було призначено головним інженером, а у 1988 р. генеральним директором ВО «Стирол».
Перед продажем ВАТ «Стирол», компанія готувалася до ІРО, який не було здійснено через нестійку ситуацію на ринку природного газу.
У 2010 р. більша частина акцій ВАТ «Стирол» була продана компанії «Остхем Холдінгз» Дмитра Фірташа.
Причиною продажу Янковським «Стиролу» стало значне підвищення ціни на природній газ. За оцінками аналітиків, сума угоди склала 650-750 млн доларів. З активів концерну він залишив собі контроль над «Стиролбіофармом».

## Політика
Народний депутат України 3-го скликання 03.1998-04.2002, виборчий округ № 47 Донецької області. З'явилось 63.1 %, за 44.9 %, 15 суперників. На час виборів: президент концерну «Стирол». Член фракції НДП (05.1998-04.1999), член групи «Трудова Україна» (04.1999-03.2001), співпрацював з об'єднанням «За єдність, згоду і відродження»; член групи «Регіони України» (03.-11.2001), член фракції «Регіони України» (з 11.2001). Член Комітету з питань економічної політики, управління народним господарством, власності та інвестицій (з 07.1998).
Народний депутат України 4-го скликання 04.2002-04.2006, виборчий округ № 48 Донецької області, висунутий блоком «За єдину Україну!». За 34.45 %, 17 суперників. На час виборів: народний депутат України, член ПР. Член фракції «Єдина Україна» (05.-06.2002), член фракції «Регіони України» (06.2002-09.2005), член фракції Партії «Регіони України» (з 09.2005). Член Комітету з питань економічної політики, управління народним господарством, власності та інвестицій (з 06.2002).
2003—2004 рр. — радник прем'єр-міністра України Віктора Януковича.
2004 рік — довірене обличчя Президента України Віктора Януковича на виборах Президента України в ТВО № 48 (2004—2005) (Горлівка).
Народний депутат України 5-го скликання 04.2006-11.2007 від Партії регіонів, № 17 в списку. На час виборів: народний депутат України, член ПР. Член фракції Партії регіонів (з 05.2006). Член Комітету з питань економічної політики (з 07.2006).
У 2007 році стає одним із учасників благодійного проєкту однієї із доньок Президента України Віктора Ющенка Віталіни «Зігрій любов'ю дитину». 
Народний депутат України 6-го скликання 11.2007-12.2012 від Партії регіонів, № 15 в списку. На час виборів: народний депутат України, член ПР. Член фракції Партії регіонів (з 11.2007). Член Комітету з питань промислової і регуляторної політики та підприємництва (з 12.2007), заступник голови Комітету з питань промислової і регуляторної політики та підприємництва (з 05.2010); член Спеціальної контрольної комісії з питань приватизації (з 07.2010). Будучи депутатом, 10 серпня 2012 року у другому читанні проголосував за Закон України «Про засади державної мовної політики». Цей закон був спрямований на витіснення російською мовою української.

## Нагороди
- Звання Герой України з врученням ордена Держави (22 травня 2003) — за визначні особисті заслуги перед Українською державою у розвитку хімічної промисловості, випуск конкурентоспроможної вітчизняної продукції[6][18]
- Орден князя Ярослава Мудрого V ст. (30 листопада 2012) — за значний особистий внесок у соціально-економічний, науково-технічний, культурно-освітній розвиток Української держави, вагомі трудові досягнення, багаторічну сумлінну працю[19]
- Почесна відзнака Президента України (7 грудня 1994) — за значний особистий внесок в організацію виробництва нових видів високоякісної хімічної продукції, визнання її на світовому ринку[6][20]
- Орден «Знак Пошани» (за будівництво заводу по виробництву аміаку1979)[6]
- Почесна Грамота Президії Верховної Ради УРСР (за будівництво другого заводу по виробництву аміаку 1985)[6]
- Почесна Грамота Верховної Ради України[21]
- Орден Української Православної Церкви (2008)
- Орден Святого Рівноапостольного князя Володимира УПЦ МП (першого ступеня 2008)
- Орден преподобного Нестора Літописця з муаровою стрічкою (першого ступеня за будівництво Храму Образа Христа Нерукотворного в місті Горлівка 2008)
- Орден святого апостола Андрія Первозваного (2013)